# Ресторан "Pavillon Ledoyen"
"Pavillon Ledoyen", у парку у источном делу Јелисејских поља у 8. арондисману, један је од најстаријих ресторана у Паризу. Његова дуга историја поставља га на Јелисејска поља пре улепшавања улице.
У двоспратном павиљону са вртовима, Ledoyen се сматра једним од најбољих гурманских ресторана у Паризу и има три Мишелинове звезде. Зграда је у власништву града Париза. Њиме управља компанија "Carré des Champs Elysées".

## Историја
Првобитно, 1779. године, то је била врло мала гостионица по имену Au Dauphin. Била је близу данашњег Трга Конкорд (некада Трг Луј XV). У то време то је била сеоска гостионица на периферији Париза и краве су пасле у пољима напољу. Дана 4. августа 1791. године, Пјер-Мишел Ледоајен, син угоститеља, изнајмио га је и основао формални ресторан.
Ледоајен, перач судова у својој младости, је 1814. преименовао ресторан по себи, а дуги низ година био је у власништву Дезмазура. Године 1842, архитекта Жак Хиторф, одговоран за развој вртова Јелисејских поља, пренео је ресторан на садашњу локацију. Шест година касније поправљен је и реновиран након пожара.
Данас су зидови зграде у власништву града Париза. Добио је статус три Мишелинове звездице под Кристијаном Ле Скером од 2002.
Њиме управља Јаник Алено, који је у својој првој години постигао три Мишелинове звезде.

## Архитектура и опрема
Оригинална зграда је била 13x4 м, са белим зидовима и зеленим капцима. Када је ресторан премештен 1784. био је у двоспратни павиљон са терасастим баштама,  пројектован у неокласичном стилу. Уље на платну из 1886. године, Ручак скандинавских уметника у Cafe Ledoyen, Париз, шведског сликара Хуга Биргера сугерише нешто од изгледа ресторана у касном 19. веку. Његове карактеристике укључују многобројне огромне прозоре, китњасте плафоне и историјске собе на другом спрату. Трпезарија укључује гарнитуру за седење на отвореном, унутрашње салоне, и роштиљ у стилу 1950-их.

## Значајни покровитељи
Током касног 18. века, то је било уточиште Луја де Сен Жиста и Максимилијана Робеспијера и тамо су вечерали 26. јула 1794, два дана пре погубљења. Наполеон и Жозефина де Боарне су се наводно срели у овом ресторану, а ресторан је такође био омиљен међу уметницима и писцима као што су Дантон, Мара, Дега, Моне, Зола, Флобер и Ги де Мопасан. Извештај из средине 19. века наводи да је ресторан био и место за доручак учесника двобоја, који су се, након што су пуцали једни на друге у Булоњској шуми, помирили за доручком у овом ресторану.

## Занимљивости
За филм "Велики ресторан" Жака Беснара (1966) са Луј де Фином, екстеријери су служили као кулиса. Унутрашња декорација је идентично реконструисана у филмским атељеима.